# Aurtis Whitley
Aurtis Whitley mais conhecido como Whitley (Barataria, 1 de maio de 1977), é um futebolista trinitário-tobagenses que atua como meia no West Connection. Atualmente é capitão da Seleção Trinitária de Futebol.

## Carreira em clubes
Whitley jogou pelo San Juan Jabloteh por 9 anos na TT Pro League até a sua recisão contratual em setembro de 2007, após comentários do presidente do time Terry Fenwick sobre o futebol do jogador.
Depois de um tempo, Whitley asinou contrato com o West Connection rival do seu ex-clube, aonde permanece até hoje (desde julho de 2008). Anteriormente havia jogado no Superstar Rangers e no Vitória de Setúbal de Portugal.

## Carreira na seleção
Whitley fez sua estréia na Seleção Trinitária de Futebol no dia 15 de novembro de 2005 num jogo contra o Panamá, válido pela eliminatória para a Copa do Mundo de 2002. Ele jogou a maior parte dos jogos da seleção na qualificação para a Copa do Mundo de 2006 na Alemanha, quando a seleção se classificou com êxito, sempre estando em primeiro lugar.
Ele jogou todos os três jogos da seleção na copa de 2006. Ficou ausente da equipe nacional nos jogos de 2007, assim como os outros jogadores que jogaram a Copa devido a um problema dos atletas com a Federação Trinitário-Tobagenses de Futebol. Voltou à equipe nacional e como capitão em um amistoso contra El Salvador, em março de 2008 e manteve a braçadeira de capitão até hoje.

### Gols pela seleção
| # | Data                   | Local                   | Adversário | Gols | Resultado | Competição |
| - | ---------------------- | ----------------------- | ---------- | ---- | --------- | ---------- |
| 1 | 19 de novembro de 2003 | Hasely Crawford Stadium | Cuba       | 1    | 2–1       | Amistoso   |
| 2 | 26 de março de 2008    | Independence Park       | Jamaica    | 1    | 2–2       | Amistoso   |

Fonte